# Pepe Palau (presentador)
Pepe Palau (Valencia, 1926-2003) fue un locutor de radio y presentador de TV español.
Está considerado como uno de los pioneros de la radio musical en España, y en 1956 dirigió la primera emisora de FM del país, a través de Radio Nacional de España. En 1961 fue contratado por la Cadena SER, y comenzó su especialización en programas musicales, con espacios como La historia de un disco o Música de última hora.
En 1964 da el salto a Televisión Española y simultánea la presentación de los espacios Discorama (sobre el mundo del Jazz) y Sonría, por favor. Más adelante, se unió a José María Íñigo al frente de Ritmo 70, y el año siguiente dirigió el concurso Clan Familiar, con Joaquín Soler Serrano y Mario Beut. En los años siguientes pondría su voz a las retransmisiones de Jazz en televisión, para luego apartarse definitivamente del medio.
Fue presidente de la Federación de Asociaciones de Radio y Televisión entre 1983 y 1985.